# AMD Am286
AMD Am286 – mikroprocesor firmy AMD produkowany na licencji i w 100% zgodny z procesorem Intel 80286. Intelowska wersja tego procesora miała maksymalną prędkość 12,5 MHz, najszybsza wersja AMD była taktowana zegarem o częstotliwości 20 MHz.